# Carlo Buzzi

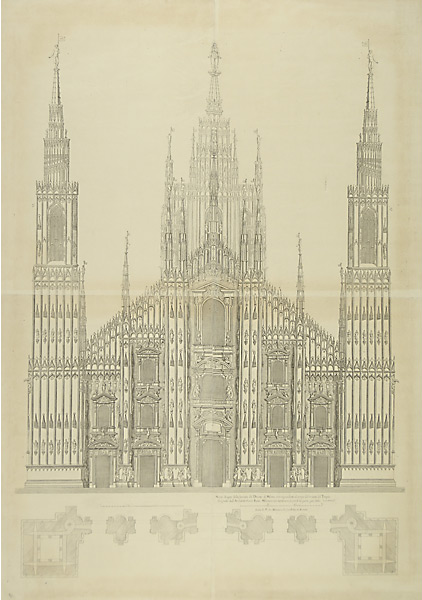
Projekt för Milanodomens huvudfasad.

Carlo Buzzi, född omkring 1608 i Varese, död 23 september 1658 i Milano, var en italiensk arkitekt under barockepoken. 
Till en början var Buzzi verksam vid bygget av Duomo di Milano. I Rom var han arkitekt under inledningsfasen av uppförandet av kyrkan Gesù e Maria i Rione Campo Marzio.